# Joseph Niering
Joseph Niering (22. November 1835 in Köln – 27. Juni 1891 in Frankfurt am Main) war ein deutscher Opernsänger der Stimmlage Bass.
Er war der erste Hunding der Bayreuther Festspiele.

## Leben und Werk
Joseph Niering ergriff zuerst den Beruf des Volksschullehrers, studierte daneben jedoch Gesang. 1860 debütierte er als Antonio in Figaros Hochzeit am neu gegründeten Deutschen Opernhaus in Rotterdam. Er blieb bis 1867 in Rotterdam und war danach jeweils eine Spielzeit lang in Lübeck, Düsseldorf und Königsberg verpflichtet. Es folgten Engagements am Opernhaus von Breslau, von 1870 bis 1872 am Stadttheater von Danzig und von 1873 bis 1877 am Hoftheater Darmstadt. 1876 wurde er von Richard Wagner, der ihn sehr schätzte, zu den ersten Bayreuther Festspiele eingeladen. Er übernahm dort die Partie des Hundings in der Walküre. Von 1877 bis 1878 war er am Stadttheater Bremen tätig. 1878 wurde er an das Opernhaus der Stadt Frankfurt am Main verpflichtet, wo er an der Galavorstellung von Mozarts Don Juan am 20. Oktober 1880 zur Eröffnung des prunkvollen neu errichteten Opernhauses beteiligt war, welches heute als Alte Oper bekannt ist. Er sang den Komtur. Kutsch/Riemens schreiben: „Man bewunderte seinen groß dimensionierten, tiefen Baß vor allem im Wagner-Repertoire.“ Zu seinen Wagner-Rollen zählten der Colonna im Rienzi, der Landgraf im Tannhäuser, König Heinrich im Lohengrin, Fafner, Hunding und Hagen im Ring des Nibelungen. Doch wäre es falsch, den Sänger auf einen Komponisten festzulegen. Sein Repertoire war weitgefächert und umfasste das gesamte deutsche Fach, viele französische Opern und einige italienische. Er war ein beeindruckender Sarastro in Mozarts Zauberflöte, ein glaubwürdiger Rocco in Beethovens Fidelio und ein diabolischer Kaspar in Webers Freischütz, er sang in heute nicht mehr gespielten Opern von Ignaz Brüll, Karl Goldmark, Heinrich Hofmann, Edmund Kretschmer, Victor Nessler sowie in Genoveva von Robert Schumann. Er verkörperte den Ramphis in Verdis Aida, den Joakim in Rubinsteins Maccabäern und den Nourabad in Bizets Perlenfischern. Er war auch in Werken weiterer französischen Komponisten besetzt, in der Weißen Dame von François-Adrien Boieldieu, in Romeo und Julia von Charles Gounod und in den Hugenotten von Giacomo Meyerbeer. Er sang in zwei Uraufführungen – 1879 in Robin Hood von Albert Dietrich, 1882 in Alona von Wilhelm Hill – und übernahm 1887 den Cranmer in der deutschen Erstaufführung des Henry VIII von Camille Saint-Saëns.
1889 nahm er Abschied von der Bühne. Er starb bereits zwei Jahre später.